# Ngô Mạnh Lân
Ngô Mạnh Lân (9 tháng 11 năm 1934 – 15 tháng 9 năm 2021) là một nhà đạo diễn, biên kịch và là nhà nghiên cứu phim hoạt hình Việt Nam. Nổi tiếng với nhiều bộ phim hoạt hình như Mèo con, Con sáo biết nói, Chuyện ông Gióng, Thạch Sanh. Ông được trao tặng danh hiệu Nghệ sĩ nhân dân năm 1997 và giải thưởng Nhà nước về văn học nghệ thuật năm 2007.

## Tiểu sử
Ngô Mạnh Lân sinh ngày 9 tháng 11 năm 1934 tại Thanh Trì, Hà Nội. Ông qua đời vào ngày 15 tháng 9 năm 2021 tại Hà Nội, hưởng thọ 87 tuổi, ông được an táng tại Nghĩa trang Lạc Hồng Viên, tỉnh Hòa Bình. Ngô Mạnh Lân có tổ tiên là Duyên Ý Dụ Vương Ngô Từ.

## Sự nghiệp
Ông đến với mỹ thuật từ sớm. Năm 1950, khi mới 16 tuổi, ông tham gia khoá học đầu tiên của Trường Mỹ thuật Việt Nam ở chiến khu Việt Bắc (1950–1954) do họa sĩ Tô Ngọc Vân phụ trách. Tốt nghiệp, ông vào phục vụ trong quân đội, từng tham gia chiến dịch Điện Biên Phủ và có nhiều ký họa kháng chiến.
Hoà bình lập lại, năm 1956, ông được cử đi học khoa Đạo diễn hoạt hình tại Đại học Quốc gia Điện ảnh Liên Xô. Tốt nghiệp năm 1962, ông trở về nước làm việc tại Xưởng phim Hoạt họa búp bê Việt Nam, nay là Hãng phim hoạt hình Việt Nam. Năm 1963, ông cho ra mắt bộ phim hoạt hình đầu tiên mang tên Một ước mơ. Những bộ phim sau đó của ông ghi nhiều dấu ấn với công chúng và đạt nhiều giải thưởng như: Dế Mèn phiêu lưu ký, Chuyện ông Gióng, Trê cóc, Con sáo biết nói, Những chiếc áo ấm, Thạch Sanh, Rừng hoa, Bộ đồ nghề nổi giận, Bước ngoặt, Phép lạ hồi sinh,... Với những tác phẩm này ông đã giành tổng cộng 3 giải Bông sen vàng, 4 giải Bông sen bạc, nhiều bằng khen của Ban giám khảo tại các kỳ Liên hoan phim Việt Nam và một số giải thưởng quốc tế như Bồ nông Bạc tại Liên hoan phim Hoạt hình quốc tế ở Mamaia (România) năm 1966 cho phim Mèo Con, Bồ câu Vàng tại Liên hoan phim quốc tế Leipzig, Cộng hòa Dân chủ Đức (1970) cho phim Chuyện ông Gióng. Với tổng cộng 17 bộ phim được thực hiện, ông là một trong những nghệ sĩ hàng đầu trong ngành điện ảnh hoạt hình Việt Nam. Ông từng giữ cương vị giám đốc Hãng phim hoạt hình Việt Nam, đồng thời nghiên cứu và giảng dạy về hoạt hình.
Ngoài công việc đạo diễn, ông còn là một họa sĩ, hội viên Hội Mỹ thuật Việt Nam (1982). Ông đã vẽ nhiều ký hoạ, tranh sơn dầu, hoạt hình, tranh cổ động, bìa tem, bìa sách, truyện tranh. Ông đã thực hiện hai cuộc triển lãm, lần đầu là vào năm 1971, lần thứ hai là vào tháng 11 năm 2006. Năm 1977, ông cùng với nhà biên kịch Trần Ngọc Thanh đi sâu vào nghiên cứu những cơ sở nghệ thuật của phim hoạt hình và bước phát triển của phim hoạt hình Việt Nam, cho ra mắt bạn đọc cuốn sách Phim hoạt hình Việt Nam dày trên 300 trang, do Nhà xuất bản văn hóa xuất bản năm 1977. Ngoài ra ông còn xuất bản một số cuốn sách về nghệ thuật hoạt hình năm 1999. Tháng 3 năm 2007, Nhà xuất bản Mỹ thuật phát hành cuốn sách Ngô Mạnh Lân - chặng đường mỹ thuật 50 năm. Ông đã nhận được 6 giải thưởng về mỹ thuật (1 giải A triển lãm đồ họa - Hội nghệ sĩ tạo hình; 1 giải quốc gia về minh họa sách thiếu nhi - Bộ Giáo dục và Đào tạo và UNICEF; 2 giải nhất và 2 giải nhì về triển lãm áp phích - Bộ Văn hóa Thông tin). Ông còn tham gia giảng dạy tại trường Đại học Sân khấu – Điện ảnh Hà Nội.
Ông tốt nghiệp Phó tiến sĩ Nghệ thuật năm 1984 tại Liên Xô, cùng năm ông được trao tặng danh hiệu Nghệ sĩ ưu tú. Ông cũng đã được trao tặng học hàm Phó giáo sư (1991) và danh hiệu Nghệ sĩ nhân dân năm 1997. Năm 2007, ông nhận Giải thưởng Nhà nước cho các tác phẩm: Mèo con, Chuyện ông Gióng, Con sáo biết nói, Những chiếc áo ấm, Trê cóc.
Ngô Mạnh Lân là một trong các nghệ sĩ điện ảnh Việt Nam có mặt trong Bách khoa toàn thư điện ảnh Liên Xô. Năm 2008, ông là một trong 11 nghệ sĩ điện ảnh được tôn vinh trong lễ kỉ niệm 55 năm thành lập ngành Điện ảnh Cách mạng Việt Nam.

## Đánh giá
- | “              | Nghệ thuật của Ngô Mạnh Lân là một nghệ thuật trong sáng, khoáng hoạt mà chừng mực, biểu lộ một cái nhìn lạc quan, dí dỏm, thoáng trào lộng nhưng không lộ liễu với một bảng màu phong phú và giàu sắc nhị cùng với tạo hình một cách thông tuệ, vững vàng. | ” |
| — Trần Văn Cẩn | |   |
- | “        | Ông đã có những trang khởi nghiệp thật sáng sủa, tràn đầy nhiệt huyết và thuyết phục. Nhìn những bức sơn dầu ông vẽ khi theo học ở Liên Xô hứa hẹn rất nhiều cho một cây bút tạo hình mạnh mẽ. Nhũng bức như: Bên bìa rừng (1957), Cảnh làng Tarutxa (1957), Nắng cuối hè (1959), Nhà thờ Sain Isaac (1959), Bà lão nông dân trong trang phục truyền thống Nga (1960)... đều rất ấn tượng. Nhưng 47 năm sau, đến bức Chiến sĩ Điện Biên (2000) dù vẫn vững vàng nhưng xem tranh thấy cảm xúc đã bị trôi dạt do ông quá cẩn trọng khi thể hiện. Đó là điều ông không hề mắc khi vẽ ở nước Nga. Năm tháng đã nhào nặn người nghệ sĩ với sức đè của những bước sóng siêu mạnh không nhìn thấy, nhưng đủ để biến dạng cả những cái định hình cả một thời tôi luyện. Cho nên khi giả định rằng khi về nước nếu ông tiếp tục với sơn với toan thì hôm nay sẽ có một Ngô Mạnh Lân khác, thì cũng chỉ là những suy nghĩ lãng mạn, mãi mãi là lãng mạn. Còn câu trả lời về kết quả của những năm tháng ông được đào luyện thì đã có, khi ông làm các phim như Dế mèn, Tết của mèo con, Thánh Gióng, Trê cóc... Đó là những phim thấm đẫm tinh thần phương Đông, đẹp cả về tạo hình và màu sắc, có thể xếp vào hàng kinh điển của thể loại phim hoạt hình của Việt Nam. | ” |
| — Đỗ Đức | |   |
- | “                                 | Nếu như các tác phẩm ký họa đã khắc họa được cảm xúc trực diện, tươi nguyên, sống động cuộc sống một thời chiến tranh, một thời hòa bình, thực sự thức dậy những kỷ niệm sâu sắc và đẹp đẽ thì các tác phẩm sơn dầu, từ các nghiên cứu hình họa cho đến các tranh phong cảnh, sinh hoạt, chiến đấu nhuốm màu thời gian với nhiều chiều không gian, đã hàm chứa một phẩm chất nghệ thuật: hiện thực pha chất lãng mạn. Đó chính là phẩm chất nghệ thuật bền vững, chắp cánh cho các tác phẩm hoạt hình, tranh cổ động, tranh truyện, minh họa sách... dung dị mà gần gũi. | ” |
| — Thái Sơn - Báo Công an nhân dân | |   |

## Tác phẩm

### Phim hoạt hình

Bức thư của nhạc sĩ Hoàng Việt - nhà soạn nhạc cho phim Mèo con gửi đạo diễn Ngô Mạnh Lân trước lúc lên đường vào Nam chiến đấu.

| Năm  | Phim                | (Đồng) đạo diễn    | Biên kịch                     | Sản xuất | Nguồn         |
| ---- | ------------------- | ------------------ | ----------------------------- | -------- | ------------- |
| 1963 | Một ước mơ          | —                  | Huy Cương                     | XPHHVN   | [ 10 ]        |
| 1965 | Mèo con             | —                  | Nguyễn Thế Hội                | XPHHVN   | [ 11 ] [ 12 ] |
| 1967 | Con sáo biết nói    | —                  | Tất Vinh                      | XPHHVN   | [ 13 ] [ 14 ] |
| 1968 | Những chiếc áo ấm   | —                  | Võ Quảng                      | XPHHVN   | [ 15 ]        |
| 1970 | Chuyện ông Gióng    | —                  | Tô Hoài                       | XPHHVN   | [ 16 ]        |
| 1972 | Lời đáng yêu nhất   | —                  | Văn Biển                      | XPHHVN   | [ 15 ]        |
| 1973 | Rồng lửa Thăng Long | —                  | Phan Trọng Quang, Ngọc Phương | XPHHVN   | [ 17 ]        |
| 1974 | Rừng hoa            | —                  | Trần Ngọc Thanh               | XPHHVN   | [ 18 ]        |
| 1976 | Bàn tay khổng lồ    | NSND Trương Qua    | Nguyễn Tường, Trương Qua      | XPHHVN   | [ 19 ]        |
| 1976 | Thạch Sanh          | —                  | Tô Hoài                       | XPHHVN   | [ 20 ]        |
| 1978 | Bộ đồ nghề nổi giận | NSND Phạm Minh Trí | Trần Quan Hùng                | XPHHVN   | [ 21 ]        |
| 1981 | Trách nhiệm         | —                  | Lê Trân                       | XPHHVN   |               |
| 1982 | Bước ngoặt          | —                  | Ngô Mạnh Lân, Đặng Hiền       | XPHHVN   |               |
| 1983 | Chuyện vui của rừng | —                  | Văn Linh                      | XPHHVN   |               |
| 1993 | Trê Cóc             | —                  |                               | XPHHVN   |               |
| 1994 | Phép lạ hồi sinh    | —                  |                               | XPHHVN   |               |

### Tranh
Ký hoạ
- Bộ đội
- Nữ dân quân
- Mặt trận Điện Biên Phủ
- Chuẩn bị đánh đồn A1
- Quân và dân Nam Định đắp đê chống lụt

Tranh sơn dầu
- Ngày tiếp quản
- Chiến sĩ Điện Biên
- Nữ dân quân ngoại thành
- Bà lão nông thôn Nga
- Chiều vàng
- Bên bìa rừng (1957)
- Cảnh làng Tarutxa (1957)
- Nắng cuối hè (1959)
- Nhà thờ Sain Isaac (1959)

### Sách
Truyện tranh
- Dế mèn phiêu lưu ký - Lời Tô Hoài
- Truyện trê cóc - Lời Tô Hoài
- Tú Uyên
- Cây tre trăm đốt - Lời Thảo Hương

Nghiên cứu
- Phim hoạt họa Việt Nam - Ngô Mạnh Lân, Trần Ngọc Thanh, Nhà xuất bản Văn Hoá (1977).
- Hoạt hình nghệ thuật thứ tám: Vài nét về sự phát triển của nghệ thuật hoạt hình thế giới và hoạt hình Việt Nam - Nhà xuất bản Văn hóa Thông tin (1999).

Ngoài ra ông còn là tác giả minh họa nhiều bìa sách, tranh cổ động, và là tác giả của 2 bộ tem mang tên Kỷ niệm những ngày lịch sử của đất nước và Quan Âm Thị Kính.

## Thành tựu

### Danh hiệu
- Nghệ sĩ ưu tú (1984).[23][24]
- Nghệ sĩ nhân dân (1997).[25]

### Học vị/ Học hàm/ Huân chương
- Tiến sĩ nghệ thuật học (1984).[8]
- Phó giáo sư (1991).[8]
- Huân chương Lao động hạng Nhất (1998).[8]

### Giải thưởng điện ảnh
| Năm  | Lễ trao giải                                         | Hạng mục              | Tác phẩm                                         | Kết quả       | Nguồn         |
| ---- | ---------------------------------------------------- | --------------------- | ------------------------------------------------ | ------------- | ------------- |
| 1966 | Liên hoan phim hoạt hình quốc tế I tại Mamaia        | Phim hoạt hình        | Mèo con                                          | Bồ nông bạc   |               |
| 1967 | Liên hoan phim quốc tế Frankfurt                     | Phim hoạt hình        | Mèo con                                          | Bằng khen     | [ 26 ]        |
| 1970 | Liên hoan phim Việt Nam lần thứ 1                    | Phim hoạt hình        | Mèo con                                          | Bông sen vàng | [ 11 ] [ 12 ] |
| 1970 | Liên hoan phim Việt Nam lần thứ 1                    | Phim hoạt hình        | Con sáo biết nói                                 | Bông sen vàng | [ 13 ] [ 14 ] |
| 1970 | Liên hoan phim Việt Nam lần thứ 1                    | Phim hoạt hình        | Những chiếc áo ấm                                | Bông sen bạc  | [ 15 ]        |
| 1971 | Liên hoan phim tài liệu và hoạt hình quốc tế Leipzig |                       | Chuyện ông Gióng                                 | Bồ câu vàng   | [ 16 ]        |
| 1973 | Liên hoan phim Việt Nam lần thứ 2                    | Phim hoạt hình        | Chuyện ông Gióng                                 | Bông sen vàng | [ 16 ]        |
| 1973 | Liên hoan phim Việt Nam lần thứ 2                    | Phim hoạt hình        | Lời đáng yêu nhất                                | Bằng khen     | [ 15 ]        |
| 1975 | Liên hoan phim Việt Nam lần thứ 3                    | Phim hoạt hình        | Rừng hoa                                         | Bông sen bạc  | [ 18 ]        |
| 1977 | Liên hoan phim Việt Nam lần thứ 4                    | Phim hoạt hình        | Thạch Sanh                                       | Bằng khen     | [ 20 ]        |
| 1980 | Liên hoan phim Việt Nam lần thứ 5                    | Phim hoạt hình        | Bộ đồ nghề nổi giận                              | Bằng khen     | [ 21 ]        |
| 1983 | Liên hoan phim Việt Nam lần thứ 6                    | Phim hoạt hình        | Bước ngoặt                                       | Bông sen bạc  |               |
| 1995 | Giải thưởng Hội Điện ảnh Việt Nam 1994               | Phim hoạt hình        | Trê Cóc                                          | Giải B        | [ 27 ]        |
| 1996 | Giải thưởng Hội Điện ảnh Việt Nam 1995               | Phim hoạt hình        | Phép lạ hồi sinh                                 | Giải B        | [ 28 ]        |
| 2002 | Giải thưởng Hội Điện ảnh Việt Nam 2001               | Công trình nghiên cứu | Văn học dân gian và nghệ thuật tạo hình điện ảnh | Giải B        | [ 29 ]        |

- Giải thưởng Nhà nước về Văn học Nghệ thuật đợt II (2007).[30]

## Đời tư
Ngô Mạnh Lân kết hôn với nữ diễn viên điện ảnh Phan Ngọc Lan, là diễn viên khóa đầu tiên của Trường Điện ảnh Việt Nam. Ngô Mạnh Lân gặp Ngọc Lan tại Moskva khi bà tham gia dự Liên hoan phim Quốc tế Moskva năm 1961, lúc này ông là lưu học sinh tại trường VGIK. Hai ông bà kết hôn vào ngày 15 tháng 12 năm 1962 và có được 4 người con, trong đó 3 con gái lớn lần lượt là Ngô Phương Lan, Ngô Phương Lê, Ngô Phương Ly và con trai út là Ngô Đức Lâm. Người con gái cả Ngô Phương Lan là tiến sĩ, nhà lý luận điện ảnh; nguyên Cục trưởng Cục Điện ảnh Việt Nam. Cháu ngoại đầu của ông là đạo diễn Đinh Tuấn Vũ. Người con thứ ba là nhà báo Ngô Phương Ly – Phu nhân của Đại tướng, Tổng Bí thư Tô Lâm, bà từng theo học Mỹ thuật. Con trai út là họa sĩ, giảng viên tại Trường Đại học Mỹ thuật Công nghiệp.